# КУ (альбом)
КУ — третій студійний альбом українського гурту 5'nizza, представлений 15 лютого 2017 року на лейблі Lavina Music. 
Це перший альбом гурту за 12 років (попередній О5 було представлено 2005 року), а також перший після возз'єднання гурту у 2015 році. 2 пісні із альбому раніше вже були представлені як сингли — «Але» і «Далеко». 

## Список композицій
| #   | Назва           | Тривалість |
| --- | --------------- | ---------- |
| 1.  | «КУ»            | 1:35       |
| 2.  | «Человек дождя» | 3:11       |
| 3.  | «Опана»         | 2:56       |
| 4.  | «Самолёт»       | 3:02       |
| 5.  | «Далеко»        | 2:55       |
| 6.  | «Вверх»         | 3:15       |
| 7.  | «Але»           | 3:11       |
| 8.  | «Настоящее»     | 4:26       |
| 9.  | «Митя»          | 3:32       |
| 10. | «Вітаємо»       | 2:56       |
| 11. | «Негасимая»     | 3:25       |
| 12. | «Почему»        | 2:15       |
| 13. | «Раздеты»       | 3:08       |
| 14. | «Життя»         | 4:13       |